# Juan Itarte Millán
Juan Itarte Millán (1 de febrer de 1911 - ?) fou un futbolista català de la dècada de 1930.

## Trajectòria
La seva posició al camp era la de mig centre. Va ingressar al RCD Espanyol la temporada 1929-30 procedent de l'Artiguenc. Després de jugar una temporada a l'Atlètic de Sabadell marxà a terres valencianes per jugar al Llevant FC (1931-32) i al CE Castelló (1932-33). El 1932 feu una prova per fitxar pel FC Barcelona, però no arribà a ingressar al club. A partir de 1933 va jugar a la UE Sants, CF Gavà, UA Horta i UE Tàrrega, aquest darrer la temporada 1943-44. Fou internacional amb la selecció catalana de futbol.